# Hederorkis scandens
Hederorkis scandens är en orkidéart som beskrevs av Louis Marie Aubert Du Petit-Thouars. Hederorkis scandens ingår i släktet Hederorkis och familjen orkidéer.
Artens utbredningsområde är Mauritius. Inga underarter finns listade i Catalogue of Life.